# Salix serpyllifolia
Salix serpyllifolia är en videväxtart som beskrevs av Giovanni Antonio Scopoli. Salix serpyllifolia ingår i släktet viden, och familjen videväxter. Inga underarter finns listade i Catalogue of Life.

## Bildgalleri

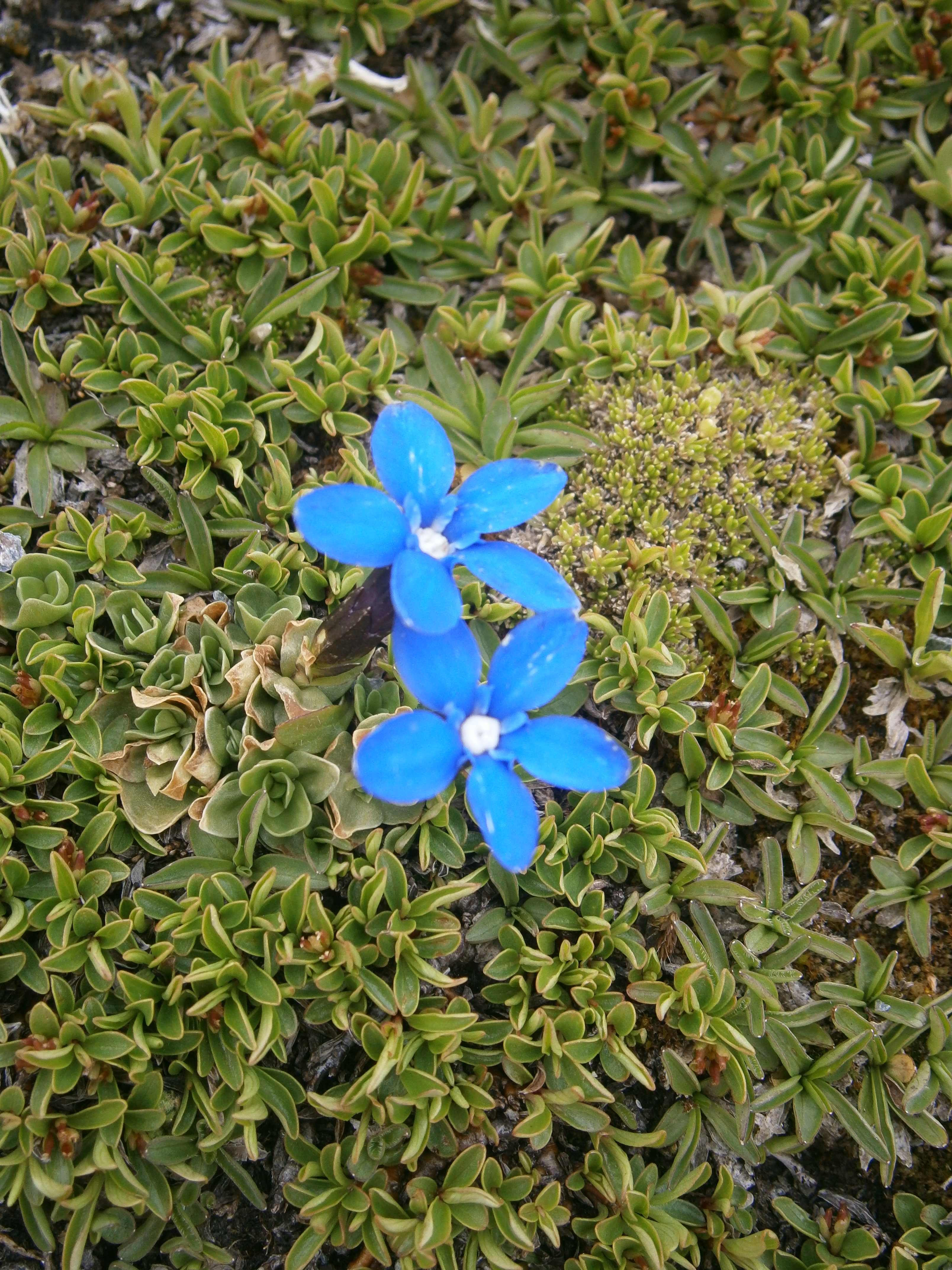
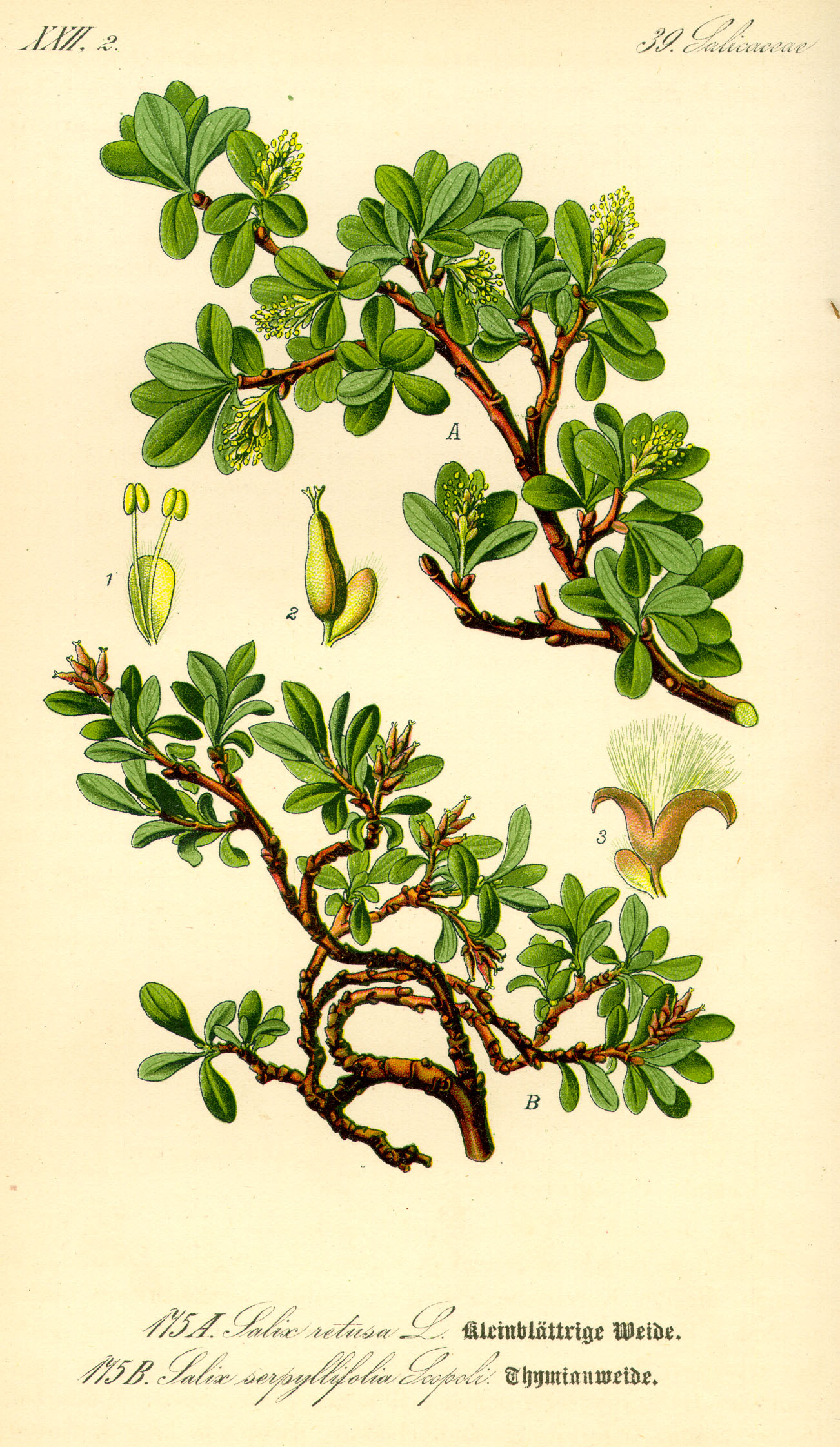
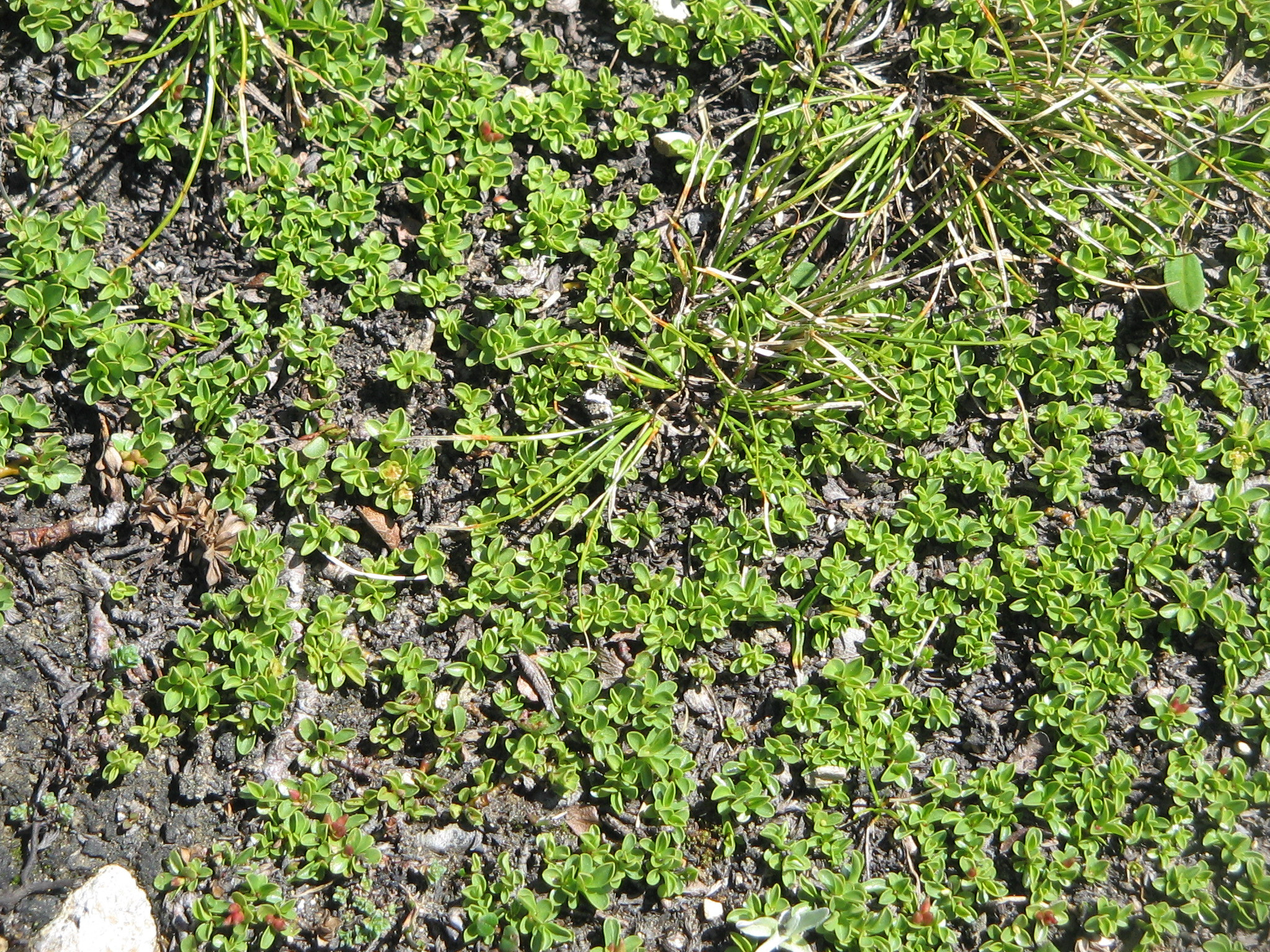
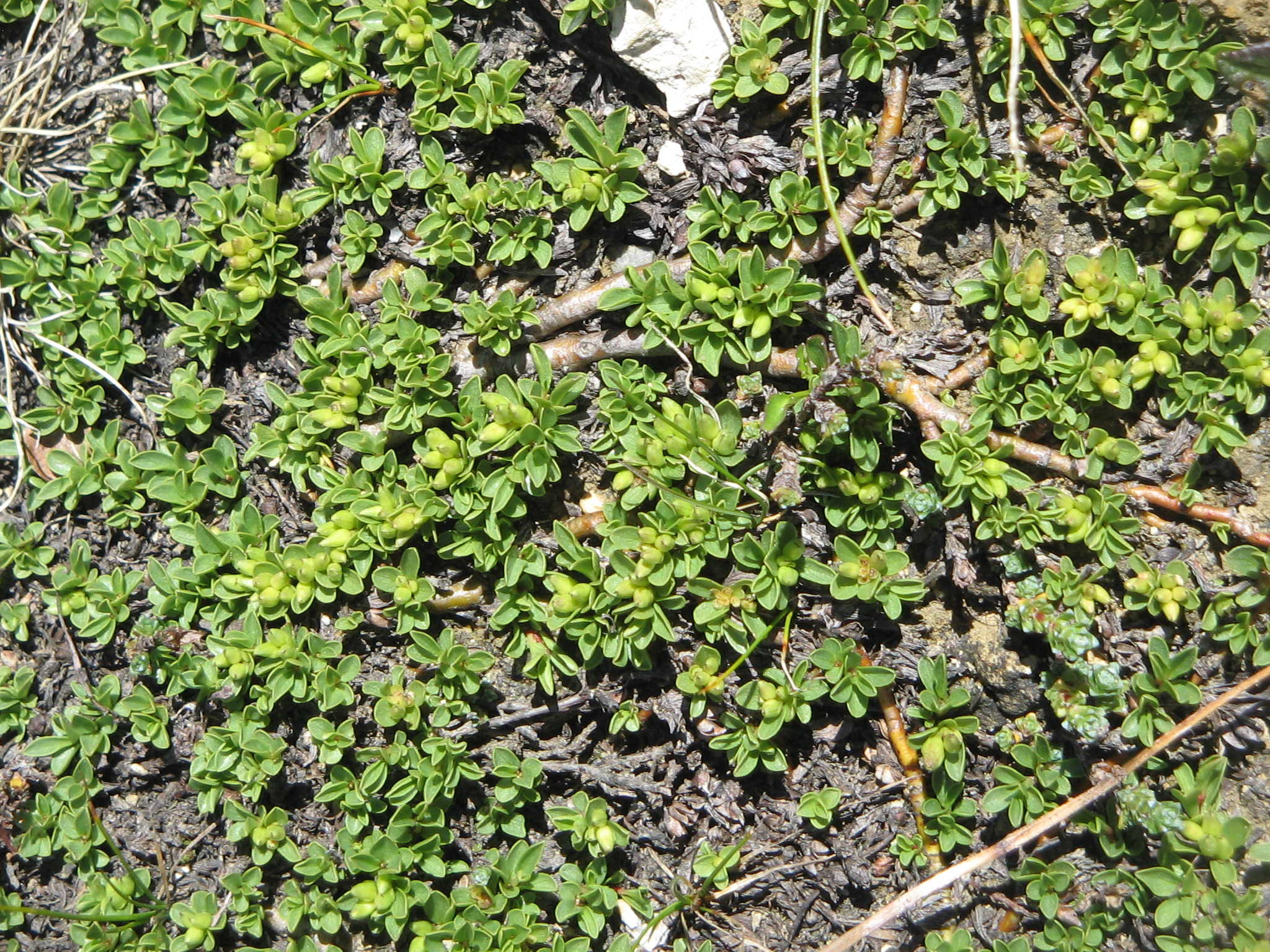
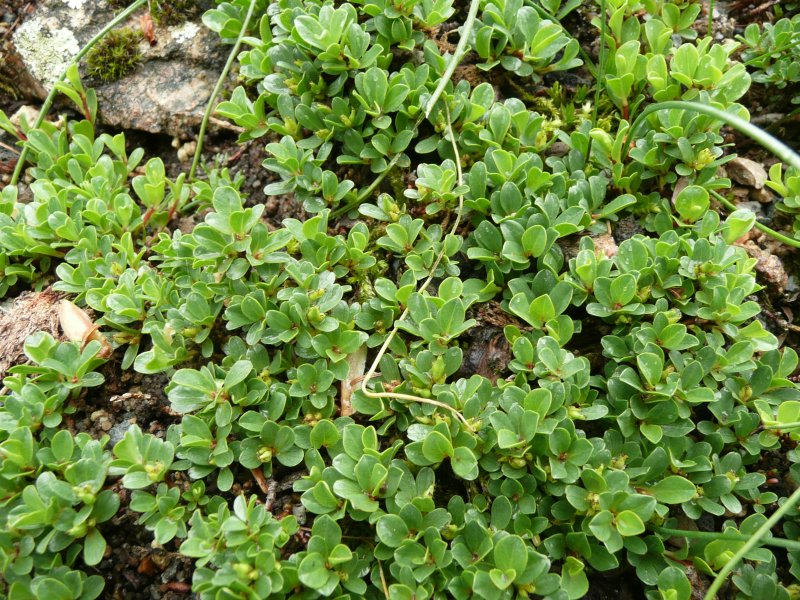
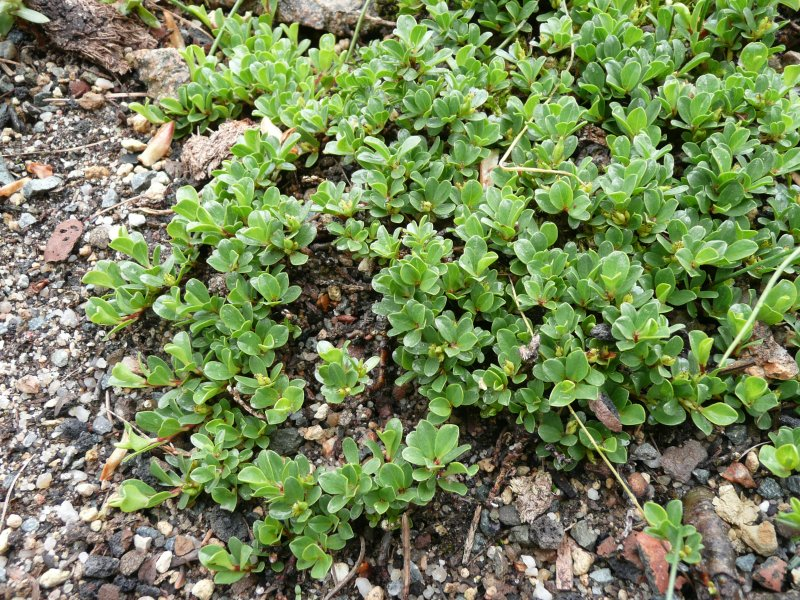